# Букін
Букін (рум. Buchin) — село у повіті Караш-Северін в Румунії. Адміністративний центр комуни Букін.
Село розташоване на відстані 320 км на захід від Бухареста, 29 км на схід від Решиці, 90 км на південний схід від Тімішоари.

## Населення
За даними перепису населення 2002 року у селі проживали 469 осіб.
Національний склад населення села:
| Національність | Кількість осіб | Відсоток |
| -------------- | -------------- | -------- |
| румуни         | 459            | 97,9%    |
| цигани         | 8              | 1,7%     |

Рідною мовою назвали:
| Мова      | Кількість осіб | Відсоток |
| --------- | -------------- | -------- |
| румунська | 457            | 97,4%    |
| циганська | 9              | 1,9%     |